# Predio Ferial Olímpico
O Centro de Exposições Olímpico (em Castelhano: Predio Ferial Olímpico) será um centro de exibições e convenções no distrito de Villa Soldati, no sul de Buenos Aires. Servirá como International Broadcast Center (IBC) e acolherá várias provas dos Jogos Olímpicos de Verão da Juventude de 2018: andebol, badminton, boxe, esgrima, ginástica (Artística - Rítmica - Trampolim), halterofilismo, judo, lutas, ténis de mesa e taekwondo.
Embora originalmente previsto ter duas principais zonas desportivas para os JOJ de 2018 e ser La Rural a sede para todos os desportos de pavilhão, posteriormente pretendeu-se compactar os desportos, com um novo conceito de quatro clusters. Dessa forma, decidiu-se também construir um novo centro de exposições e convenções, no cruzamento da Avenida Escalada e da Avenida General Francisco Fernández de la Cruz, junto da Aldeia Olímpica da Juventude e dentro dos limites do Parque da Cidade.

## O projecto
Em Novembro de 2014, a Sociedade Central de Arquitectos da Argentina abriu um concurso nacional para desenhos e ideias com definição tecnológica para o Parque Ferial Olímpico. Em Março de 2015 ficou a conhecer-se o projecto vencedor, encabeçado pelo arquitecto Maximiliano Alvarez, em colaboração com quatro arquitectos e outros três responsáveis. O espaço ocupará 70.000 metros quadrados de área, e continuará a ser usado depois das Olimpíadas da Juventude, como recinto de feiras e exposições da Buenos Aires (Parque Ferial de Buenos Aires).
O júri elegeu o projecto de Maximiliano Alvarez devido à sua proposta urbana, que se liga ao Parque da Cidade junto ao qual se situa, e que inclui um parque interior que conecta todas as partes do centro de exibições. A viabilidade e racionalidade do projecto foi igualmente tida em conta, bem como o enquadramento urbano. Destacam-se ainda aspectos ambientais, como a eficiência da gestão energética e da água, o uso de materiais pouco prejudiciais ao ambiente, melhoria da permeabilidade do solo e a conservação da biodiversidade.